# Manuela Ghizzoni
Manuela Ghizzoni (Carpi, 4 settembre 1961) è una politica italiana.

## Biografia
Ricercatrice nel campo dei Beni Culturali presso l'Università di Bologna. Nel 1990 viene eletta consigliera comunale a Carpi con il Partito Comunista Italiano, al cui scioglimento aderisce al Partito Democratico della Sinistra.
Dal luglio 2004 fino al 2006 è stata assessore alle politiche culturali e al progetto memoria del Comune di Carpi.
È stata eletta per la prima volta nel parlamento italiano nel 2006 con la lista dell'Ulivo ed è stata poi rieletta nel 2008 con il Partito Democratico di cui è stata capogruppo in Commissione Cultura alla Camera.
Nel 2012 è eletta all'unanimità Presidente della Commissione Cultura e Istruzione della Camera, succedendo a Valentina Aprea (PdL), dimessasi per incompatibilità con l'incarico di Assessore regionale della Lombardia. Ghizzoni è l'unica presidente di una Commissione permanente nella XVI legislatura per il centrosinistra.
Alle elezioni politiche del 2013 viene eletta deputata della XVII legislatura della Repubblica Italiana nella circoscrizione Emilia-Romagna. Non è ricandidata in Parlamento nel 2018.
Il 18 marzo 2021 Enrico Letta, neo-segretario del Partito Democratico, la nomina nella segreteria nazionale del partito, incaricandola della responsabilità Istruzione, Università e Ricerca del PD. Rimane in carica fino alle dimissioni dello stesso Letta, nel marzo 2023.